# Turkmenistan op de Olympische Zomerspelen 2008
Turkmenistan nam deel aan de Olympische Zomerspelen 2008 in Peking, China. Het debuteerde op de Zomerspelen in 1996 en deed in 2008 voor de 4e keer mee. Turkmenistan won ook tijdens deze editie geen medaille op de Zomerspelen.

## Deelnemers en resultaten
(m) = mannen, (v) = vrouwen 
| Sport         | Olympiër                | Discipline          | Resultaat       | Prestatie                                                                                   |
| ------------- | ----------------------- | ------------------- | --------------- | ------------------------------------------------------------------------------------------- |
| Atletiek      | Amanmurat Hommadov      | kogelslingeren (m)  | geen klassering | 3x ongeldig (kwalificatie)                                                                  |
| Atletiek      | Valentina Nazarova      | 100m (v)            | 53e             | 11.94                                                                                       |
| Boksen        | Aliasker Bashirov       | weltergewicht       | 1e ronde        | 1e ronde: verloren van Jaoid Chiguer (FRA)17-6                                              |
| Gewichtheffen | Umurbek Bazarbayev      | tot 62kg (m)        | geen klassering | 133kg trekken, geen score bij het stoten                                                    |
| Gewichtheffen | Tolkunbek Hudaybergenov | tot 62kg (m)        | 7e              | 288 kg (126+162)                                                                            |
| Judo          | Guvanch Nurmuhammedov   | tot 66kg (m)        | 1e herkansing   | 1e ronde: verloren van Chol Min Pak (PRK) 1e herkansing: verloren van Giovanni Casale (ITA) |
| Judo          | Nasiba Surkieva         | tot 70 kg (v)       | 1e ronde        | 1e ronde: verloren van Ronda Rousey (USA)                                                   |
| Schietsport   | Yekaterina Arabova      | 10m luchtgeweer (v) | 47e             | 376 pnt (kwal)                                                                              |
| Zwemmen       | Andrey Molchanov        | 50m vrij (m)        | 68e             | 25.02 (series)                                                                              |
| Zwemmen       | Olga Hachatryan         | 100m vrij (v)       | 48e             | 1.14.77 (series)                                                                            |

Afghanistan · Albanië · Algerije · Amerikaanse Maagdeneilanden · Amerikaans-Samoa · Andorra · Angola · Antigua en Barbuda · Argentinië · Armenië · Aruba · Australië · Azerbeidzjan · Bahama's · Bahrein · Bangladesh · Barbados · België · Belize · Benin · Bermuda · Bhutan · Bolivia · Bosnië en Herzegovina · Botswana · Brazilië · Britse Maagdeneilanden · Bulgarije · Burkina Faso · Burundi · Cambodja · Canada · Centraal-Afrikaanse Republiek · Chili · China · Chinees Taipei · Colombia · Comoren · Congo-Brazzaville · Congo-Kinshasa · Cookeilanden · Costa Rica · Cuba · Cyprus · Denemarken · Djibouti · Dominica · Dominicaanse Republiek · Duitsland · Ecuador · Egypte · El Salvador · Equatoriaal-Guinea · Eritrea · Estland · Ethiopië · Fiji · Filipijnen · Finland · Frankrijk · Gabon · Gambia · Georgië · Ghana · Grenada · Griekenland · Groot-Brittannië · Guam · Guatemala · Guinee · Guinee‑Bissau · Guyana · Haïti · Honduras · Hongarije · Hongkong · Ierland · IJsland · India · Indonesië · Irak · Iran · Israël · Italië · Ivoorkust · Jamaica · Japan · Jemen · Jordanië · Kaaimaneilanden · Kaapverdië · Kameroen · Kazachstan · Kenia · Kirgizië · Kiribati · Koeweit · Kroatië · Laos · Lesotho · Letland · Libanon · Liberia · Libië · Liechtenstein · Litouwen · Luxemburg · Macedonië · Madagaskar · Malawi · Malediven · Maleisië · Mali · Malta · Marshalleilanden · Marokko · Mauritanië · Mauritius · Mexico · Micronesië · Moldavië · Monaco · Mongolië · Montenegro · Mozambique · Myanmar · Namibië · Nauru · Nederland · Nederlandse Antillen · Nepal · Nicaragua · Nieuw-Zeeland · Niger · Nigeria · Noord-Korea · Noorwegen · Oeganda · Oekraïne · Oezbekistan · Oman · Oostenrijk · Oost‑Timor · Pakistan · Palau · Palestina · Panama · Papoea-Nieuw-Guinea · Paraguay · Peru · Polen · Portugal · Puerto Rico · Qatar · Roemenië · Rusland · Rwanda · Saint Kitts en Nevis · Saint Lucia · Saint Vincent en Grenadines · Salomonseilanden · Samoa · San Marino · Sao Tomé en Principe · Saoedi-Arabië · Senegal · Servië · Seychellen · Sierra Leone · Singapore · Slovenië · Slowakije · Soedan · Somalië · Spanje · Sri Lanka · Suriname · Swaziland · Syrië · Tadzjikistan · Tanzania · Thailand · Togo · Tonga · Trinidad en Tobago · Tsjaad · Tsjechië · Tunesië · Turkije · Turkmenistan · Tuvalu · Uruguay · Vanuatu · Venezuela · Verenigde Arabische Emiraten · Verenigde Staten · Vietnam · Wit-Rusland · Zambia · Zimbabwe · Zuid-Afrika · Zuid-Korea · Zweden · Zwitserland
Uitgesloten van deelname: Brunei